# Елмер МакКерді
Елмер Маккерді (англ. Elmer McCurdy; 1 січня 1880, Вашингтон (штат Мен), США — Осейдж Гіллз, США) — американський злочинець, вбитий у перестрілці з поліцією під час пограбування поїзда в Оклахомі в жовтні 1911 року.
Його тіло було муміфіковане та виставлене в поховальному домі Оклахоми. В періоді 1920-х — 1960-х років стало частиною різноманітних карнавалів та шоу, аж поки не опинилося в парку розваг «The Pile», що в Лонг-Біч, Каліфорнія, де було виявлено знімальною командою американського телешоу «The Six Million Dollar Man».
Тіло було ідентифіковану у грудні 1976 року і поховано в квітні 1977 у Гатрі, Оклахома.